# Луна-парк (фильм)
«Луна-парк» — второй полнометражный фильм российского режиссёра Павла Лунгина (1992 года).
Фильм попал в основную программу Каннского кинофестиваля 1992 года.

## Сюжет
Крепкий молодой человек по имени Андрей руководит радикальной антисемитской организацией «чистильщиков», члены которой принимают участие в массовых потасовках с байкерами, занимаются грабежом кооператоров и «перевоспитывают» геев.
После одного из ограблений Андрей неожиданно узнаёт, что его отец является известным композитором еврейской национальности, который, кроме всего прочего, в своё время похоронил мечты близкой подруги Андрея Алёны о карьере оперной певицы. После несколько нервного начала отношения между сыном и отцом начинают понемногу налаживаться, но вскоре Андрею приходится сводить счёты с собственным прошлым.[уточнить]

## В ролях
- Олег Борисов — Наум Хейфиц
- Андрей Гутин — Андрей
- Наталья Егорова — Алёна
- Нонна Мордюкова — Тётя
- Михаил Голубович — Немой
- Александр Феклистов — Борис Иванович
- Татьяна Лебедькова — Проститутка
- Александр Савин — Санёк
- Игорь Золотовицкий — Хозяин ресторана
- Лиля Маркович — Эмигрантка
- Ваня Оличейко — Ваня
- Клавдия Козлёнкова — дворничиха
- Иван Рыжиков — эпизод
- Хирург — лидер банды

## Съёмочная группа
- Автор сценария: Павел Лунгин
- Режиссёр: Павел Лунгин
- Оператор: Денис Евстигнеев
- Художники: Павел Каплевич, Владимир Постернак
- Композиторы: Олег Каравайчук, Исаак Шварц

## Отзывы кинокритиков
- Майя Туровская: «В Москве луна-парка нет. В Москве есть парк культуры и отдыха имени Горького. Само название сообщает тот уровень приблизительности, который ясен нам, соплеменникам, и, очевидно, не слишком ясен тем, кому картина адресована. В отличие от Кончаловского, прошлое русского режиссёра над Лунгиным не довлеет. Но я бы смотрела этот фильм даже с удовольствием, если бы не насквозь фальшивая мифология национального вопроса, насильно притянутая к сюжету»[2].

## Награды и номинации
- 1992 — Кинопремия «Золотой овен»
  - Лучший актёр года — Олег Борисов
- 1992 — Кинопремия «Ника»
  - Лучшая музыка к фильму — Исаак Шварц (также за фильм «Белый король, красная королева»)
- 1992 — участник основной конкурсной программы Каннского кинофестиваля